# Хижане

Племя на карте

Хижа́не, кесси́ны (нем. Kessiner, в древности kycini, chizzini) — западнославянское племя, состоявшее в союзе лютичей. Их земли находились на побережье Балтийского моря. Первые письменные упоминания о них датируются X веком. Их центром была крепость Хижин (ныне Кессин). В середине XI века вспыхнули конфликты с ратарями и доленчанами в ходе лютицких междоусобиц, в которых союзниками хижан выступали черезпеняне. Поначалу хижане и черезпеняне побеждали, но впоследствии тяжёлое поражение им нанесли выступившие на стороне противников саксы, от которых после больших потерь удалось откупиться. Позже хижане были подчинены бодричами и стали выплачивать им дань.
Название хижан произошло от славянского хыжь (рыбацкая хижина). Это слово перешло в немецкий язык в форме Kietz.